# Ravnace
Ravnace este o localitate din comuna Metlika, Slovenia, cu o populație de 34 de locuitori.